# Districte de 24 Parganas
El districte de 24 Parganas (Districte de Twenty-Four Parganas, bengali: চব্বিশ পরগণা জেলা) fou una divisió administrativa de la Presidència de Bengala i després de Bengala Occidental, que va existir com entitat diferenciada des del 1757 i com a districte amb col·lector des de 1814 i fins a l'1 de març de 1986 quan fou fraccionat en dos districtes:
- Districte de North 24 Parganas
- Districte de South 24 Parganas

## Història
El país formà part del que fou conegut històricament com a Vanga o Banga formant la seva part sud. La població és descrita com a vivint en bots i cultivant arròs. Probablement el territori no existia abans del segle VII quan els dipòsits al·luvials del Ganges van quedar pel damunt de l'aigua. vers el segle X el territori, igual que la resta de Bengala, va passar a poder de la dinastia Sena i el 1203 fou envaït pels afganesos dirigits per Muhammad-i-Bakhtyar Khilji. Poca cosa se'n sap fins al 1495 quan un poema esmenta diverses ciutats incloent Kolkatta o Calcuta al llarg del riu Adi Ganga de Bhatpara a Baruipur. Al segle XVI durant l'Imperi Mongol, el districte va formar part del sarkar de Satgaon, que incloïa també parts dels futurs districtes de Nadia i Hugli. Satgaon a la riba del riu Saraswati, prop de la moderna Hooghly-Chinsurah fou un gran empori comercial que els portuguesos van començar a freqüentar el 1530; però el riu Saraswati va agafar arena i els vaixells ja no hi podien arribar i va perdre importància. Ja durant el segle XVI alguns comerciants s'havien establert a Gobindpir, al lloc on després va estar Fort Williams a Calcuta. Els portuguesos també van fundar un mercat a Satunati al cor de la moderna Calcuta. Un segle després els anglesos, que mentre havien establert una factoria comercial a Hugli, es van haver de retirar a Sutanuti i finalment el 1690 es van sentar les bases de la moderna Calcuta per obra de Job Charnock. La revolta de Subha Singh, el 1696, va donar oportunitat als anglesos de fortificar Calcuta que va esdevenir el centre de la influència britànica a la regió.
Després de la batalla de Plassey de 1757, el nawab Mir Djafar de Bengala va cedir a la Companyia Britànica de les Índies Orientals el territori que comprenia principalment les regions al sud de Calcuta amb 2284 km², que fou conegut com a zamindari de Calcuta o zamindari de Twenty-four Parganas (aquestes 24 parganes eren: Amirpur, Akbarpur, Balia, Birati, Azimabad, Basandhari, Baridhati, Bagjola, Kalikata, Garh, Hatiagarh, Islampur, Dakshin Sagar, Kharijuri, Khaspur, Ikhtiarpur, Madhyamgram, Magura, Medanmalla, Maida, Manpur, Muragachha, Pechakuli, Paikan, Rajarhat, Shahpur, Shahnagar, Satal i Uttar), pel qual la companyia adquiria els drets a la terra en zamindari; el 1758 un diwan sanad del emperador va fixar la renda en 222.958 rupies i el 1759 l'emperador va confirmar la concessió per firman, amb caràcter hereditari i perpetu. Després d'un govern del zamindari per John Zephaniah Holwell, la Companyia el va cedir el 1759 a Robert Clive, oficialment com recompensa pels seus serveis a Mir Djafar; Clive el va posseir fins a la seva mort el 1774 quan per decisió de la Companyia sancionada per l'emperador, els drets propietaris de la terra i la recaptació van revertir a la mateixa Companyia.
El 1793, durant el govern de Lord Cornwallis, els Sunderbans foren agregats al territori de Twenty-four Parganas. El 1802 algunes parganes de l'est del riu Hugli (que pertanyien a Nadia) també hi foren incloses. El 1814 es va nomenar el primer col·lector separat i el 1817 s'hi van afegir Falta i Baranagar i el 1820 parts de Balanda i Anwarpur (de Nadia); el 1824 hi foren agregades les comarques de Barasat, Khulna i Bakhargunge (actualment a Bangladesh). La capital del districte que fins al 1824 era a Calcuta, fou traslladada a Baruipur, i el 1828, a Alipore. La jurisdicció civil, criminal i fiscal va canviar periòdicament degut a les transferències dels zamindaris d'una a altra jurisdicció (cap a o des dels districtes veïns de Nadia, Jessore, Hugli, i després el més modernament constituït de Khulna (format el 1882). Des de 1834, quan grans àrees foren transferides des de Nadia i Jessore, el districte fou dividit en dues grans parts: la divisió d'Alipur (el territori originalment cedit a la Companyia) i la subdivisió de Barasat amb les terres agregades des de Nadia i altres.
El campament militar de Barrackpore a uns 25 km al nord de Calcuta, va tenir un paper important durant el motí del sipais de 1824. Els sipais del 34 regiment es van amotinant el 1824 refusant anar a Birmània per mar i fou necessària la intervenció de tropes europees i artilleria; els rebels van fugir i molts foren morts en la fugida i altres capturats i penjats; el regiment fou suprimit; els esdeveniments foren coneguts com a rebel·lió de Mangal Pande. El 1831 hi va haver una altra revolta sota la direcció de Titu Mian, un wahhabita que afectat per abusos dels terratinents hindús, havia reunit una banda d'uns tres mil homes amb els quals va derrotar totalment la milícia de Calcuta enviada contra ell, però fou finalment derrotat per reforços militars regulars enviats pel governador i el seu campament pres a l'assalt. El 1857 les primeres espurnes del motí van sorgir també en aquest campament.
L'abril de 1861 es va fer una nova redistribució del districte i la subdivisió de Barasat fou abolida i la resta del districte parcel·lada en 8 subdivisions: 
- Diamond Harbour
- Baruipur
- Alipur,
- Dum Dum
- Barrackpur
- Barasat
- Basurhat
- Satkhira.

El 1882 quan es va formar el districte de Khulna hi fou agregada la subdivisió de Satkhira; fins llavors tenia 14.486 km² que fou la seva major superfície. L'àrea el 1901 era de 12.546 km² dels quals 7.617 km² eren dels Sundarbans. El 1905 una part del districte a l'entorn dels Sundarbans fou segregada i unida a Khulna i a Barisal i més tard van quedar dins el territori de Pakistan Oriental (1947); en canvi la subdivisió de Bangaon a Jessore, hi fou agregada el 1947.
La població era: 
- 1872: 1.581.448
- 1881: 1.690.771
- 1891: 1.891.288
- 1901: 2.078.359

La capital Alipore estava dins els límits de la municipalitat de Calcuta sobre la qual el districte no tenia autoritat. Les ciutats principals eren Baranagar (25.432 habitants el 1901) amb l'agregat de Kamarhati, Naihati amb Halisahar i Bhatpara, Titagarh, Budge-Budge i Garulia. Budge-Budge. Administrativament tenia 26 municipalitats i 7 subdivisions:
- Alipore
- Suburbis de Calcuta
- Barrackpore (creada el 1904 amb parts de Alipore i de Barasat)
- Barasat
- Basirhat
- Diamond Harbour
- Sundarbans

El 63% de la població eren hindús i el 36% musulmans. La majoria eren ètnis bengalís que parlavan el bengalí però hi havia poblacions aborígens (adivasi) destacant els pods (uns 300.000), els kaibarttes i el bagdis. Les castes principals eren els bramans, ahirs, kayasths, tiyars, napits, muchis, sadgops i kaores.